# الدوري السوفيتي الممتاز لكرة القدم 1986
الدوري السوفيتي الممتاز لكرة القدم 1986 هو الموسم 50 من الدوري السوفيتي الممتاز لكرة القدم. أقيم خلال الفترة 2 مارس 1986 وحتى 22 نوفمبر 1986، وأشرف على تنظيمه الاتحاد السوفيتي لكرة القدم، وكان عدد الأندية المشاركة فيه 18، وفاز فيه دينامو كييف.